# Luton Town Football Club 2020-2021
Questa voce raccoglie le informazioni riguardanti il Luton Town Football Club nelle competizioni ufficiali della stagione 2020-2021.

## Maglie e sponsor
| Casa | Trasferta | Terza divisa |

Sponsor ufficiale: JB Developments
Fornitore tecnico: Umbro

## Rosa
| N. |                        | Ruolo | Calciatore       |
| -- | ---------------------- | ----- | ---------------- |
| 1  | Inghilterra (bandiera) | P     | James Shea       |
| 2  | Inghilterra (bandiera) | D     | Martin Cranie    |
| 3  | Inghilterra (bandiera) | D     | Dan Potts        |
| 4  | Inghilterra (bandiera) | C     | Ryan Tunnicliffe |
| 5  | Inghilterra (bandiera) | D     | Sonny Bradley    |
| 6  | Inghilterra (bandiera) | D     | Matty Pearson    |
| 7  | Inghilterra (bandiera) | A     | Harry Cornick    |
| 8  | Inghilterra (bandiera) | C     | Luke Berry       |
| 9  | Inghilterra (bandiera) | A     | Danny Hylton     |
| 10 | Inghilterra (bandiera) | A     | Elliot Lee       |
| 12 | Croazia (bandiera)     | P     | Simon Sluga      |
| 14 | Inghilterra (bandiera) | C     | George Moncur    |
| 15 | Galles (bandiera)      | D     | Tom Lockyer      |
| 16 | Irlanda (bandiera)     | D     | Glen Rea         |
| 17 | Inghilterra (bandiera) | C     | Pelly Ruddock    |
| 18 | Inghilterra (bandiera) | C     | Jordan Clark     |
| 19 | Irlanda (bandiera)     | A     | James Collins    |

| N. |                             | Ruolo | Calciatore            |
| -- | --------------------------- | ----- | --------------------- |
| 22 | Inghilterra (bandiera)      | C     | Kiernan Dewsbury-Hall |
| 23 | Inghilterra (bandiera)      | D     | Brendan Galloway      |
| 24 | Inghilterra (bandiera)      | A     | Isaiah Brown          |
| 25 | RD del Congo (bandiera)     | C     | Kazenga LuaLua        |
| 26 | Inghilterra (bandiera)      | D     | James Bree            |
| 27 | Inghilterra (bandiera)      | A     | Sam Nombe             |
| 28 | Galles (bandiera)           | C     | Joe Morrell           |
| 31 | Irlanda del Nord (bandiera) | P     | Tiernan Parker        |
| 32 | Irlanda (bandiera)          | C     | Eunan O'Kane          |
| 34 | Inghilterra (bandiera)      | C     | Jake Peck             |
| 35 | Inghilterra (bandiera)      | D     | Corey Panter          |
| 37 | Inghilterra (bandiera)      | A     | Josh Neufville        |
| 39 | Inghilterra (bandiera)      | A     | Tom Ince              |
|    | Inghilterra (bandiera)      | D     | Gabriel Osho          |
|    | Irlanda del Nord (bandiera) | C     | Jack Chambers         |
|    | Inghilterra (bandiera)      | C     | Dion Pereira          |
|    | Inghilterra (bandiera)      | C     | TQ Addy               |